# 152毫米ML-20S榴彈炮

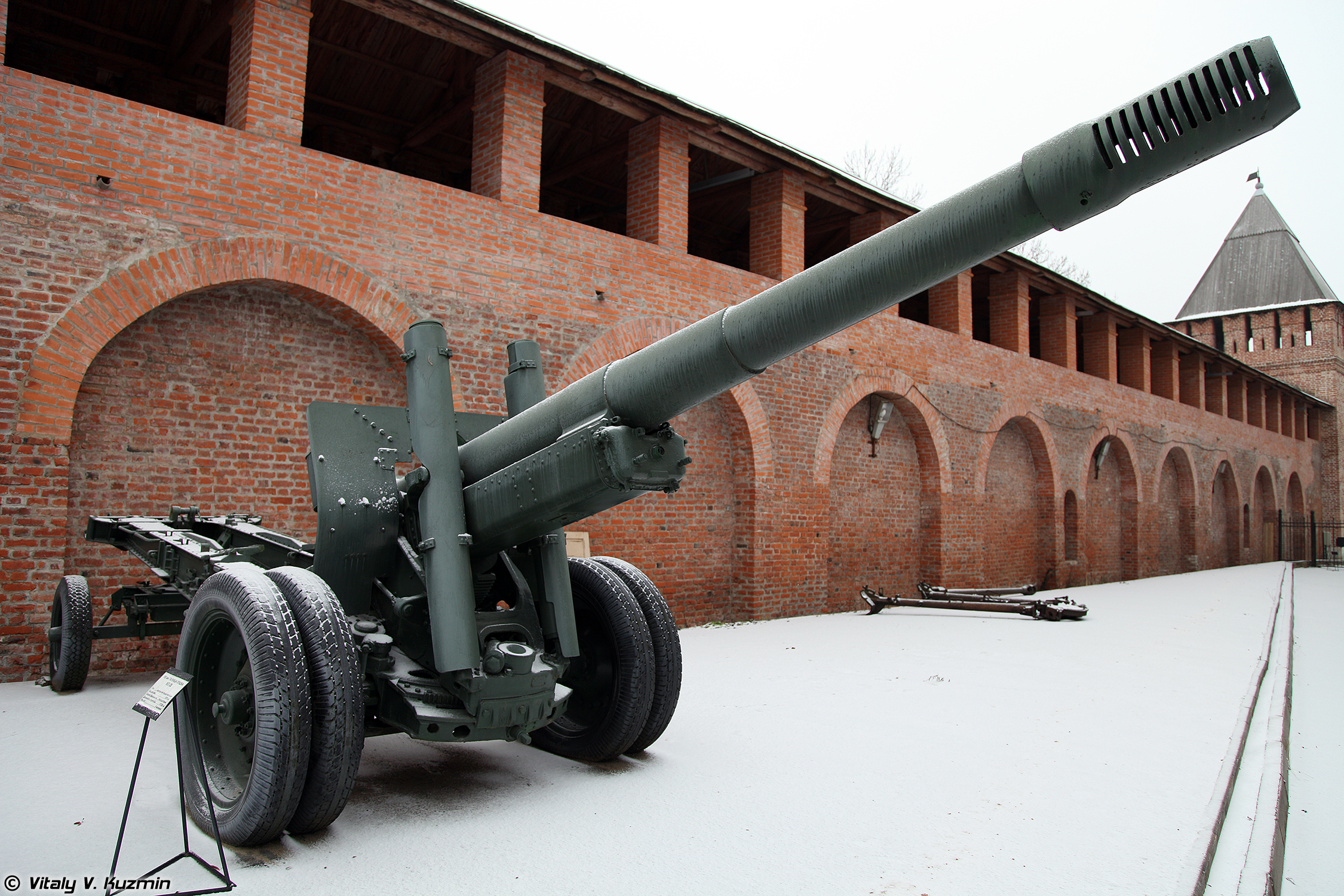
152毫米ML-20S榴彈炮

152毫米榴弹炮M1937（M L-20）（俄語：152-мм гаубица-пушка обр. 1937 г. (МЛ-20)）是一款苏联重型榴弹炮。该炮由F.F.Petrov领导的172号工厂设计局开发，是152毫米M1910/34火炮的深度升级版，而M1910火炮又以施耐德在第一次世界大战前设计的152毫米攻城炮M1910为基础。该火炮从1937年一直生产到了1946年。M L-20在第二次世界大战中被投入使用，主要作为苏联军队的军级/集团军级火炮。德国国防军和芬兰军队也缴获并使用过该火炮。在第二次世界大战，M L-20也参与了二十世纪中后期的无数次战斗。

## 描述
M L-20被正式地归类为榴弹炮，即一种（在较小程度上）结合了普通火炮和榴弹炮特点的火炮系统，因此可以被当作普通火炮使用或榴弹炮使用。这种通用性是通过它广泛的仰角范围和可以使用13种不同推进剂负载的单独装药实现的。该火炮即配有用于直接射击的望远镜瞄准镜，也配有用于间接射击的全景瞄准镜。苏联开发了被称为气象弹道加法器的一种特殊的机械装置，用于计算弹道和气象修正，该装置由专门的计算尺和预先计算好了的表格组成。第二次世界大战后，其他类型的火炮也引入了类似的装置。
大多数炮的炮管要么是整体式的要么是组合式的。一些资料表明，还有第三种类型（带有松散衬管的炮管）。为了减轻后坐力，安装了大型开槽的炮口制退器。炮闩为间断螺旋式，在打开时强制抽出弹药筒。保险锁可以防止在射击前打开炮闩；如果需要取出已装填的炮弹，必须禁用锁定装置。为了在炮管设置为高仰角时协助装填，炮的尾部配备了弹药筒固定装置。拉动扳机绳即可发射。
后坐系统由液压缓冲器和液压气动复进器组成。每个装置可容纳22升液体。复进器中的压力达到45巴。
炮架为分体式，带有炮盾和平衡机构、板簧悬架和带橡胶轮胎的钢轮（一些早期生产的M1910/34采用了实心轮胎的辐条轮）。在运输过程中，炮管通常缩回。当然也可以在炮管位于使用位置的情况下牵引该炮，但在这种情况下运输速度受到限制，约为4到5公里每小时（炮管缩回的状态下牵引速度可达到20公里每小时）。该火炮可以在8到10分钟内完成战斗部署。炮架编号为52-L-504A，该炮架也可用于搭载1931/37（A-19）型号的122毫米火炮。
这款火炮还安装在了两款苏联在二战期间使用的坦克歼击车/突击炮上，分别是S U-152和I S U-152。

## 研发历史
红军（R K K A）从俄罗斯帝国（沙俄）军队继承了许多火炮，包括但不限于由施耐德开发的152毫米M1910攻城炮。该炮在20世纪30年代进行过两次现代化改造，成为了152毫米M1910/30炮和152毫米M1910/34炮。然而，它的机动性、最大仰角和旋转速度仍需改进。1935年到1936年，莫托维利哈第172工厂试图继续现代化改进，但总炮兵局（G A U）坚持进行了更重大的升级。
因此，该工程的设计局开发了两门火炮，M L-15和M L-20。前者由G A U发起，而后者则开始于私人开发；负责该项目的团队由F.F.Petrov领导。这两门火炮都使用了M1910/34但炮管和后座系统。M L-20还继承了旧款火炮的轮子、悬架和拖曳系统。
M L-15于1936年4月进行地面测试，随后返回进行修改，并与1937年3月再次进行测试，这次测试取得了成功。M L-20于1936年12月进行地面测试，并于次年进行陆军测试。在消除了一些主要是炮架缺陷的缺陷后，M L-20被推荐投入生产，并于1937年9月22日被采用被152毫米榴弹炮1937型(俄语：152-мм гаубица-пушка образца 1937 года (МЛ-20))。
目前尚不清楚为什么M L-20更受青睐，因为M L-15重量更轻（战斗状态下重量轻约500公斤，行进状态下重量轻600公斤），因此它的机动性更强，M L-15但最大运输速度上45公里每小时。不过M L-15的车架更复杂（M L-20车架的最终版本吸收了M L-15的一些特点）。一些消息来源声称，苏联选择M L-20是出于经济因素的考虑，M L-20与M1910/34更相似，因此生产时需要作出的调整更少。

## 生產
在1937年到1946年這個時間段中，ML-20只在彼爾姆的172號工廠中生產。除了牽引的型號外，還生產了大約4000門用於安裝在SU-152和ISU-152自行火炮底盤上的ML-20S的型號。ML-20的繼任者是子1956年以來就一直在批量生產的，彈道與ML-20相同的152毫米D-20榴彈炮。